# 雷金梅
雷金梅（1976年—），福建福安人，畲族，中华人民共和国政治人物、第十一届全国人民代表大会福建地区代表。
毕业于中央党校函授学院法律专业，是中共党员。担任福建省福安市坂中畲族乡副乡长兼后门坪村党支部书记、福安市人民法院人民陪审员。2008年起担任全国人大代表。